# Cosmorhoe neëlys
Cosmorhoe neëlys är en fjärilsart som beskrevs av Louis Beethoven Prout 1940. Cosmorhoe neëlys ingår i släktet Cosmorhoe och familjen mätare. Inga underarter finns listade i Catalogue of Life.